# Pax Britannica

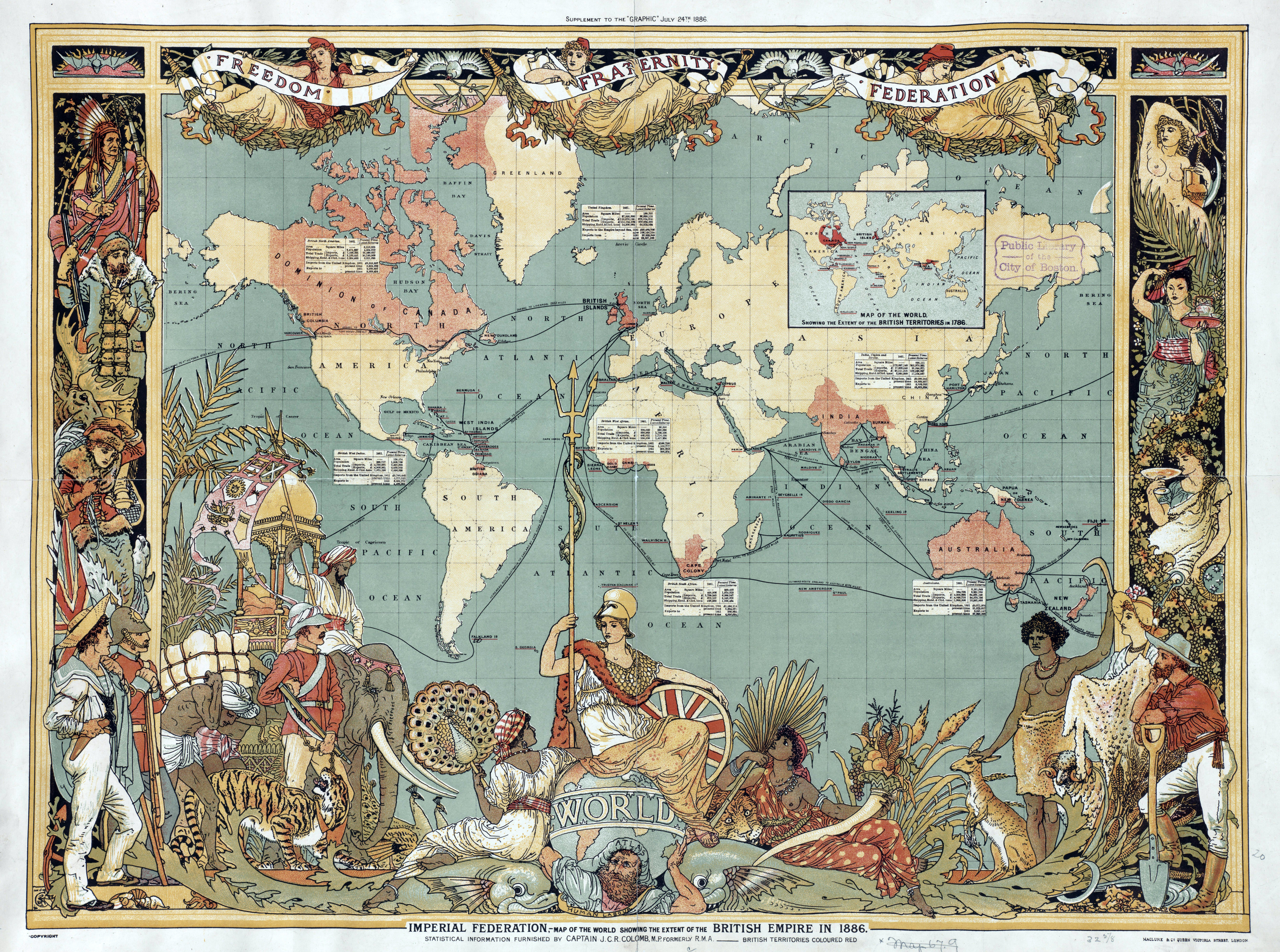
Un elaborado mapa del Imperio británico en 1886, marcado en rosa, el color tradicional para los dominios imperiales británicos en los mapas.

Pax Britannica (en español: paz británica, inspirado en la Pax Romana) se refiere a la paz relativa entre las grandes potencias en el período de tiempo aproximadamente delimitado por las guerras napoleónicas y la Primera Guerra Mundial. Durante este tiempo, el Imperio Británico se convirtió en la potencia hegemónica global, desarrolló un imperio informal adicional y adoptó el papel de «policía global».
Entre 1815 y 1914, un período conocido como el "siglo imperial" de Reino Unido, alrededor de 26.000.000 de kilómetros cuadrados de territorio y aproximadamente 400 millones de personas formaban parte del Imperio Británico. La victoria sobre la Francia napoleónica dejó a los británicos sin ningún rival internacional serio, aparte quizás de Rusia en Asia Central. Cuando el Imperio Ruso intentó expandir su influencia en los Balcanes, los británicos y los franceses los derrotaron en la Guerra de Crimea (1853-1856), protegiendo así al entonces débil Imperio Otomano.
La Marina Real Británica controlaba la mayoría de las rutas comerciales marítimas clave y disfrutaba de un poder marítimo indiscutible. Junto con el control formal ejercido sobre sus propias colonias, la posición dominante de Gran Bretaña en el comercio mundial significaba que controlaba efectivamente el acceso a muchas regiones, como Asia, América del Norte, Oceanía y África. Los comerciantes, transportistas y banqueros británicos tenían una ventaja tan abrumadora sobre los de otros imperios que, además de sus colonias, Gran Bretaña tenía un imperio informal.

## Historia

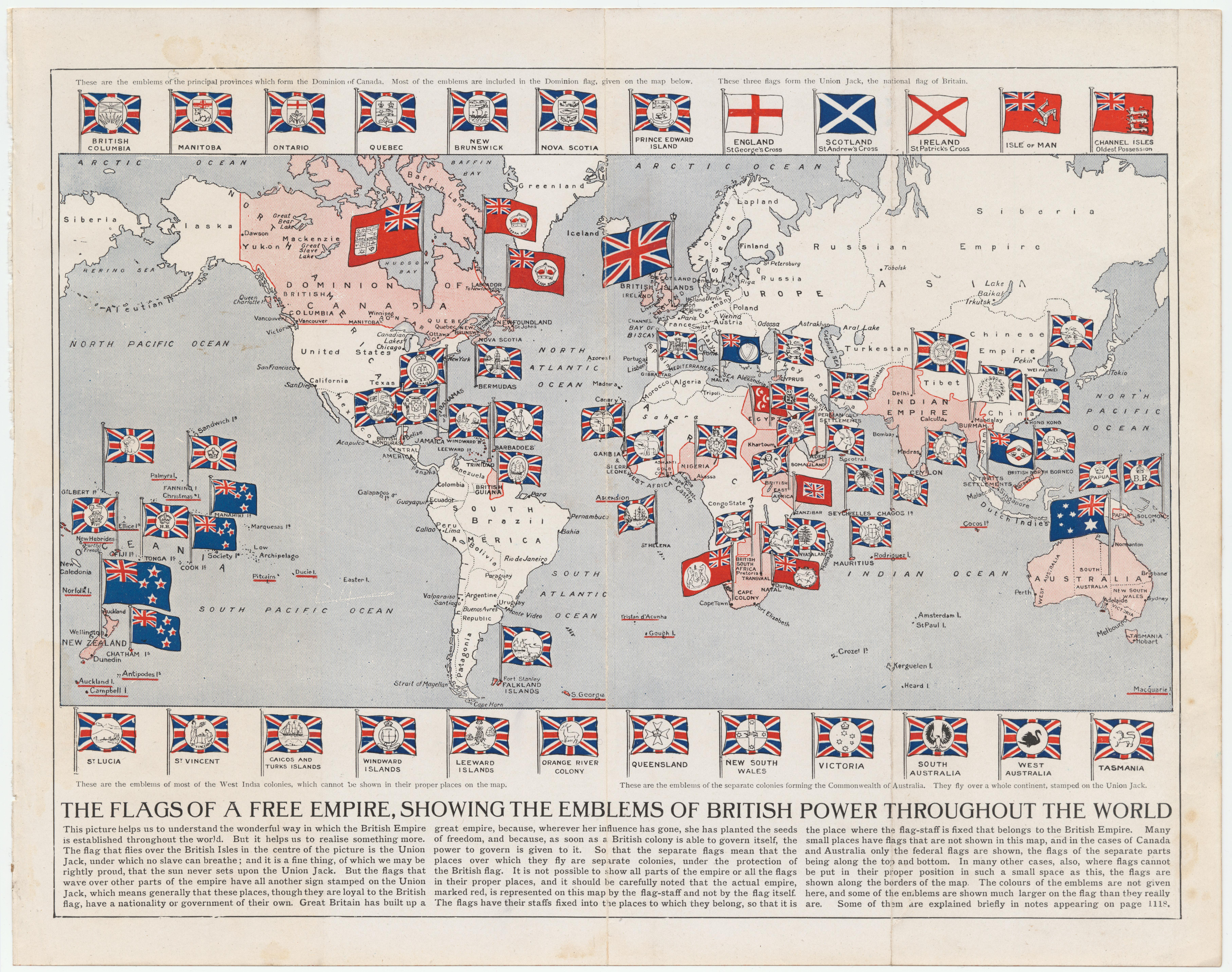
Mapa del Imperio Británico en 1910.

Después de perder las Trece Colonias (actual Estados Unidos), una parte importante de la América británica, en la guerra de Independencia de los Estados Unidos, Gran Bretaña giró hacia Asia, el Pacífico y más tarde África, con la consiguiente exploración que condujo al surgimiento del Segundo Imperio Británico (1783-1815). La Revolución Industrial comenzó en Gran Bretaña a fines del siglo XVIII y surgieron nuevas ideas sobre los mercados libres, como La riqueza de las naciones (1776) de Adam Smith. El libre comercio se convirtió en un principio central que Gran Bretaña practicaba en la década de 1840. Desempeñó un papel clave en el crecimiento económico y el dominio financiero de Gran Bretaña.
Desde el final de las guerras napoleónicas en 1815 hasta la Primera Guerra Mundial en 1914, el Reino Unido desempeñó el papel de hegemonía global (actor más poderoso). La imposición de una "paz británica" en las rutas comerciales marítimas clave comenzó en 1815 con la anexión de Ceilán británico (hoy Sri Lanka). Bajo la Residencia Británica del Golfo Pérsico, los gobernantes árabes locales acordaron una serie de tratados que formalizaron la protección británica de la región. Gran Bretaña impuso un tratado contra la piratería, conocido como el Tratado Marítimo General de 1820, a todos los gobernantes árabes de la región. Al firmar la Tregua Marítima Perpetua de 1853, los gobernantes árabes renunciaron a su derecho a hacer la guerra en el mar a cambio de la protección británica contra las amenazas externas.
La superioridad global del ejército y el comercio británicos se vio ayudada por una Europa continental dividida y relativamente débil, y la presencia de la Marina Real británica en todos los océanos y mares del mundo. Incluso fuera de su imperio formal, Gran Bretaña controlaba el comercio con muchos países, como China, Siam y Argentina. Tras el Congreso de Viena, la fortaleza económica del Imperio británico siguió desarrollándose a través del dominio naval y de los esfuerzos diplomáticos para mantener un equilibrio de poder en la Europa continental.

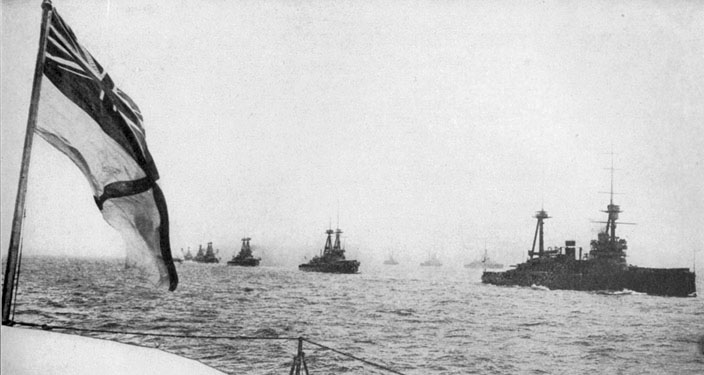
La Marina Real británica ("Royal Navy") jugó un papel clave en el establecimiento del Imperio británico como superpotencia mundial dominante entre 1815 y 1914, el control de todas sus colonias y la posibilidad de adquirir todo tipo de materias en cualquier lugar del mundo. Entre finales del y la Segunda Guerra Mundial, fue la armada más poderosa del mundo.

En esta era, la Marina Real británica brindó servicios en todo el mundo que beneficiaron a otras naciones, como la supresión de la piratería y el bloqueo del comercio de esclavos. La Ley de Comercio de Esclavos de 1807 había prohibido el comercio en todo el Imperio Británico, después de lo cual la Marina Real británica estableció el Escuadrón de África Occidental y el gobierno negoció tratados internacionales bajo los cuales podrían hacer cumplir la prohibición. Sin embargo, el poder marítimo no se proyectó en tierra. Las guerras terrestres libradas entre las principales potencias incluyen la Guerra de Crimea, la Guerra Franco-Austríaca, la guerra austro-prusiana y la guerra franco-prusiana, así como numerosos conflictos entre potencias menores. La Marina Real británica llevó a cabo la primera guerra del Opio (1839-1842) y la segunda guerra del Opio (1856-1860) contra la China Imperial. La Marina Real británica fue superior a cualquier otra dos armadas del mundo juntas. Entre 1815 y la aprobación de las leyes navales alemanas de 1890 y 1898, solo Francia constituía una amenaza naval potencial. Aparte de la guerra de Crimea, no participó en ninguna guerra importante entre 1815 y 1914.
El acontecimiento más decisivo surgió de la Guerra anglo-egipcia de 1882, que resultó en la ocupación británica de Egipto durante siete décadas, aunque el Imperio Otomano conservó la propiedad nominal hasta 1914. El historiador A. J. P. Taylor dijo que este "fue un gran evento; de hecho, el único evento real en las relaciones internacionales entre la Batalla de Sedán y la derrota de Rusia en la guerra ruso-japonesa". Taylor enfatiza el impacto a largo plazo:

La ocupación británica de Egipto alteró el equilibrio de poder. No sólo proporcionó a los británicos seguridad para su ruta a la India británica, sino que los convirtió en dueños del Mediterráneo oriental y Oriente Medio; hizo innecesario que se situaran en primera línea contra Rusia en los estrechos... Y así preparó el camino para la alianza franco-rusa diez años más tarde. Gran Bretaña comerciaba ampliamente con bienes y capitales con países de todo el mundo, adoptando una política de libre comercio después de 1840. El crecimiento de la fuerza imperial británica se vio respaldado aún más por el barco de vapor y el telégrafo, nuevas tecnologías inventadas en la segunda mitad del siglo XIX, que le permitieron controlar y defender el imperio. En 1902, el Imperio Británico estaba conectado por una red de cables telegráficos, la llamada All Red Line.

La Pax Britannica se vio debilitada por la ruptura del orden continental que había sido establecido por el Congreso de Viena. Las relaciones entre las grandes potencias de Europa se tensaron hasta el punto de ruptura por cuestiones como la decadencia del Imperio otomano, que condujo a la Guerra de Crimea, y más tarde el surgimiento de nuevos estados nacionales en la forma de Italia y Alemania después de la guerra franco-prusiana. Ambas guerras involucraron a los estados y ejércitos más grandes de Europa. La industrialización del Imperio Alemán, el Imperio del Japón y los Estados Unidos contribuyeron al declive relativo de la supremacía industrial británica a fines del siglo XIX.

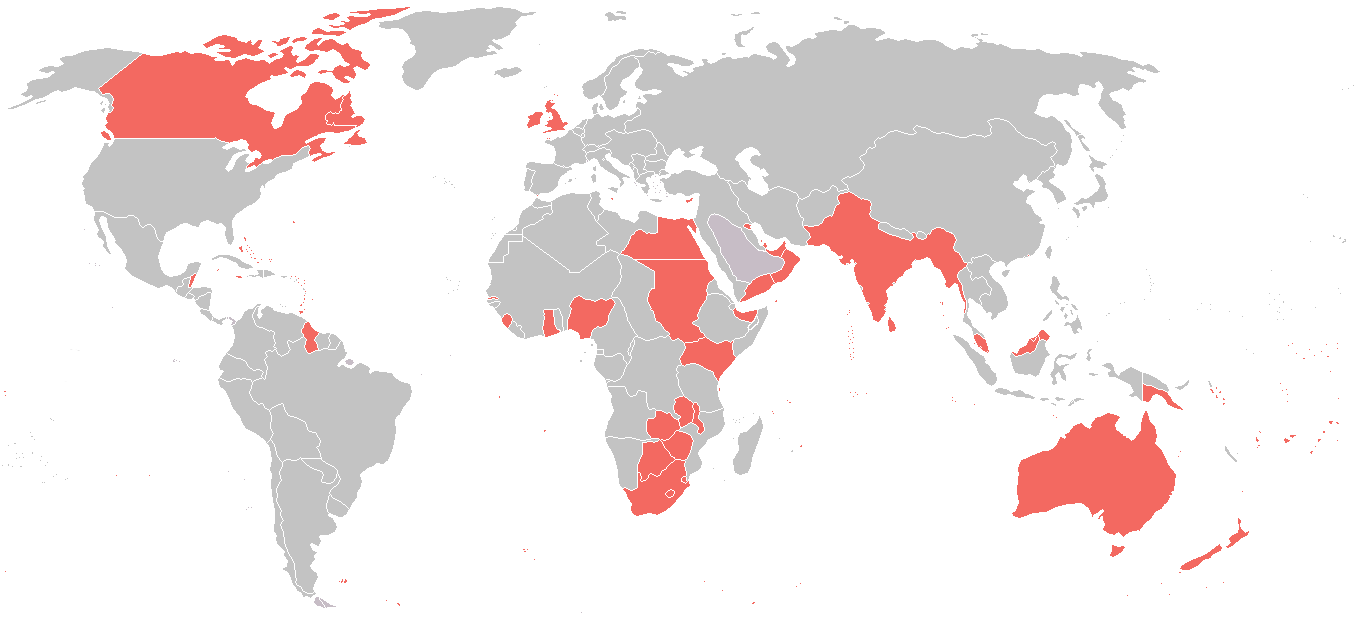
Mapa del Imperio Británico en 1914, en el año del inicio de la Primera Guerra Mundial.

El inicio de la Primera Guerra Mundial en 1914 marcó el fin de la Pax Britannica. Sin embargo, el Imperio Británico siguió siendo el mayor imperio colonial hasta el inicio de la descolonización tras el fin de la Segunda Guerra Mundial en 1945, y Gran Bretaña siguió siendo una de las principales potencias hasta la Crisis de Suez en 1956, durante la cual las tropas británicas y francesas se vieron obligadas a retirarse de Egipto bajo la presión de los Estados Unidos y (en menor medida) de la Unión Soviética.